# Représentation des femmes dans la bande dessinée
La représentation des femmes dans la bande dessinée a évolué en suivant les changements sociétaux. Par ailleurs, selon les civilisations, la représentation de la femme varie.

## Historique

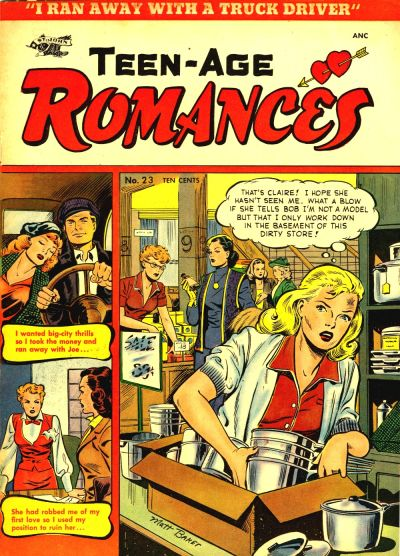
Exemple de Romance comics : Teen-Age Romances No 23.

La bande dessinée, dès son origine, a plutôt été créée par des hommes pour un public masculin même si des séries destinées aux jeunes filles ou aux femmes ont assez tôt été diffusées. Dans ce genre, on trouve des revues telles que La Semaine de Suzette, Fillette, Lisette, Âmes vaillantes, Bernadette, Line, etc.
Il y a aussi des séries sentimentales publiées dans des revues, comme 13 rue de l'Espoir dans le journal France-Soir, des romans dessinés dans la presse féminine ou, aux États-Unis, des romance comics. Dans ces deux cas, l'apogée du genre se situe dans les années 1950.
À côté de la bande dessinée diffusée légalement, sont diffusés, le plus souvent sous le manteau, des ouvrages pornographiques dans lesquels les personnages féminins sont présents mais toujours soumis aux désirs des hommes. Ce genre se retrouve aussi bien en Europe qu'aux États-Unis où les bibles de Tijuana parodient souvent les héros des comics ou les acteurs de cinéma.
En France, la loi du 16 juillet 1949 sur les publications destinées à la jeunesse amène les éditeurs à s'autocensurer et l'une des conséquences de cette loi est la disparition des personnages féminins. Lorsqu'elles sont montrées, c'est sous l'aspect de personnages extravagants, comme Bianca Castafiore dans les aventures de Tintin.
Une de ces rares bandes dessinées ‘anciennes’ (Les Aventures de Jumelles), produite par deux femmes associées (Janine Lay et Henriette Robitaillie) met en avant des protagonistes émancipées (d’après les normes de l’époque).
Les magazines de bandes dessinées, a priori généralistes, proposent au contraire des séries où les personnages principaux sont des hommes. Les femmes, lorsqu'elles sont présentes, n'ont qu'un rôle secondaire et sont assez souvent présentées avec un aspect caricatural, comme La Schtroumpfette. Deux rôles sont attribués à ces personnages : soit elles sont des sources d'ennuis, soit elles sont sans personnalité. Ceci est surtout vrai lorsqu'il s'agit de la mère du héros comme dans Boule et Bill ou Michel Vaillant. Dans les années 1960, il semble que la libération des mœurs permette aux auteurs de représenter autrement les femmes mais la misogynie est toujours à l'œuvre que ce soit en Europe ou aux États-Unis et cette pseudo-libération est en fait une reprise des clichés sexistes dominants dans la société. Ainsi en France, les personnages féminins deviennent plus sensuels suivant l'exemple de Barbarella de Jean-Claude Forest. Cependant ce personnage, créé en 1962, est victime de la censure dès 1964. Même les auteurs Comics underground comme Robert Crumb font preuve de la même misogynie au point qu'ils sont pris à partie par les féministes. Les artistes underground sont accusés de dessiner des scènes pornographiques dans lesquelles les femmes sont considérées comme seulement des objets sexuels soumis par la violence. En France, une bande dessinée contestataire, comme celle publiée dans le journal Hara-Kiri, a souvent tendance à être sexiste sous le prétexte d'être humoristique et de s'opposer à la morale bourgeoise. Cela amènera des auteurs féminines à produire leurs propres bandes dessinées pour qu'enfin une représentation libérée du carcan traditionnel existe dans la bande dessinée dans les années 70.
Mais c'est dès 1967 et le premier épisode de la série Valérian et Laureline, avec l'apparition de Laureline, qu'une évolution importante apparait. Laureline devient la complice de Valérian dans la série créée par Pierre Christin et Jean-Claude Mézières. Elle est dotée d'une forte personnalité et domine souvent Valérian : « Les qualités que Valérian n’a pas, c’est Laureline qui les possède. Elle a l’esprit d’opposition, elle est intrépide. » Elle est alors très atypique, alors que les héroïnes de bande dessinée sont marginales. Pour Mézières, « c’était une révolution dans la bande dessinée française, ce personnage féminin ! Les lecteurs de Pilote ont réagi tout de suite, ils ont écrit pour dire leur enthousiasme parce que c’était de la science-fiction et parce qu’il y avait une fille ! Pierre [Christin] a compris qu’il fallait garder Laureline, même si ce n’était pas prévu au départ. » Au delà de la force de ce personnage féminin, la série apporte également un bel exemple de relation harmonieuse dans le couple, en montrant une relation très équilibrée entre les deux héros, ce qui est sans doute une grande nouveauté. Depuis l'album L'Ordre des Pierres, la série s'appelle Valérian et Laureline au lieu de Valérian, agent spatio-temporel, officialisant ainsi la place prise par Laureline[réf. souhaitée].
Suit en 1970 la pulpeuse hôtesse de l'air Natacha de François Walthéry, qui précède la japonaise Yoko Tsuno de Roger Leloup qui ne joue elle pas sur ses charmes mais plutôt son intelligence alors que ses compagnons sont des personnages d'appoint. Des personnages féminins forts suivent comme Adèle Blanc-Sec de Jacques Tardi en 1976 ou Isa, l'héroïne de la série Les Passagers du vent de François Bourgeon en 1979 . Ceci est une réelle révolution alors que dans le monde anglo-saxon, et surtout en Angleterre, des femmes étaient déjà les personnages principaux. Ainsi, aux États-Unis, Connie à partir de 1927 est un comic strip mettant en vedette une femme. En Angleterre, à partir des années 1950, plusieurs jeunes femmes sont les héroïnes de séries dessinées. Néanmoins, l'image de la femme continue dans la plupart des cas à être marquée par la misogynie ambiante.
Les années 1980 sont une époque de développement des personnages féminins qui sont le moteur de l'aventure comme Pélisse, l’héroïne de la Quête de l'oiseau du temps de Serge Le Tendre dont le premier tome date de 1982. La fin du XXe siècle a vu le retour d'une bande dessinée destinée à un lectorat féminin que l'on peut rapprocher d'une plus grande présence des femmes parmi les auteurs bien qu'au début des années 2000 elles n'en représentent qu'environ 15 %.

## Représentation dans la bande dessinée européenne

### Représentation physique
Le corps de la femme est dans la première partie du XXe siècle absent. La censure interdit toute représentation réaliste, supposée érotique, du corps féminin. Tout ce qui pourrait évoquer la sexualité est banni et cela se traduit, entre autres, par un rejet des personnages féminins même. L'évolution de la société dans les années 1960 et la révolution sexuelle amène l'apparition de la nudité féminine comme Barbarella dans la bande dessinée de Jean-Claude Forest. Toutefois, cela ne signifie pas que la misogynie disparaisse de la bande dessinée. Si le corps féminin était auparavant nié, il est alors mis en avant dans une forme stéréotypée et destinée au public masculin qui retrouve toujours, selon les termes de l'écrivain, scénariste et critique Benoît Peeters, le même corps gracile et le même visage éthéré.

## Représentation dans les mangas
L'image des femmes dans les mangas (bandes dessinées japonaises) varie selon les périodes et correspond à l'évolution de la place de la femme dans la société japonaise. Lorsque le rôle assigné à la femme est d'être une femme au foyer, les personnages féminins sont faibles, en retrait et en attente souvent du héros qui viendra les sauver. La libération de la femme s'accompagne d'une transformation des représentations. Les femmes sont plus actives, font preuve de plus de caractère et ne sont plus aussi souvent soumises.
Une forme particulière de la féminité, celui de l'adolescente guerrière, apparaît dans plusieurs mangas mais aussi dans des dessins animés et des jeux vidéo. Ces très jeunes filles permettent alors aux lecteurs d'assouvir des fantasmes pédophiles. En effet, de nombreux mangas destinés aux hommes ou aux adolescents présentent des jeunes femmes uniquement en tant qu'objet de désir. Cela impose une mise en avant des caractères sexuels des femmes et une représentation de femmes soumises. Selon l'âge et le sexe auquel s'adresse le manga l'aspect dominant pourra être kawaï ou pornographique avec entre ces deux extrêmes toute une palette pour évoquer la sexualité de façon plus ou moins crue.

## Représentation dans les comics

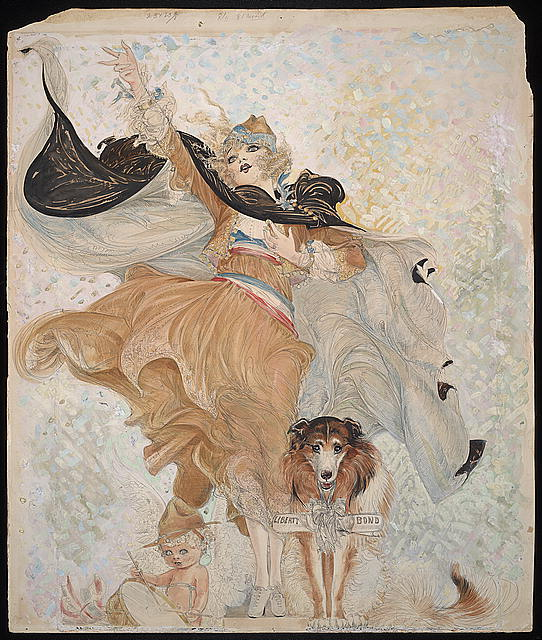
Golden Eyes avec son chien Uncle Sam (dessin de 1918 de Nell Brinkley).

### Représentation physique
La bande dessinée américaine au début du XXe siècle existe seulement dans les journaux en tant que comic strips. Les personnages principaux sont souvent des enfants et les adultes lorsqu'ils apparaissent sont dessinés de façon humoristique. Hommes et femmes sont traités de la même façon mais cela change en 1909, dans une série dessinée par George McManus, The Newlyweds, dans laquelle si l'homme continue à avoir des traits caricaturaux et comiques, la femme est représentée de façon plus réaliste mais elle est aussi particulièrement belle. Cette opposition entre le personnage masculin et le féminin se retrouve en 1913 dans la série à succès du même auteur La Famille Illico. Les hommes sont grotesques alors que les femmes sont plus séduisantes ; la seule exception étant celle de la mère de famille qui présente un corps séduisant mais un visage comique. Cette dichotomie se retrouve fréquemment ensuite dans d'autres séries comme Blondie de Chic Young en 1930 ou Alley Oop de V.T. Hamlin en 1933 mais elle n'est cependant pas omniprésente car des auteurs comme Elzie Segar, l'auteur de Popeye représente les femmes aussi grotesques que les hommes. À l'inverse, les auteures comme Nell Brinkley, Ethel Hays, Tarpe Mills ou Dale Messick présentent des femmes et des hommes qui sont tout autant séduisants. L'homme n'est alors pas plus caricatural que la femme.
À partir de la fin du XXe siècle, dans les comics « grand public » s'opère une transformation dans la représentation des personnages. Les super-héros sont représentés exagérément musclés alors que leur tête devient plus petite. Les femmes, quant à elles, ont des jambes très longues, des seins imposants, toujours bien ronds et parfois plus gros que leur tête et une taille très fine. Pour souligner cela, les dessinateurs les habillent avec des vêtements qui les couvrent le moins possible. Les visages des hommes comme ceux des femmes se caractérisent très souvent par un petit nez et des yeux très grands qui peuvent être dessinés sans pupilles. De tels corps impossibles existent en fait seulement pour satisfaire les désirs des lecteurs adolescents. À l'opposé dans les comics indépendant les corps des hommes et des femmes sont dessinés de la même manière qu'il s'agisse d'un style réaliste ou d'un caricatural.
Dans les comics animaliers, la différence entre les deux sexes se fait au moyen de caractères sexuels secondaires comme la longueur des cils. Ceci est vrai aussi bien au début du XXe siècle avec des personnages comme Minnie Mouse qu'au XXIe siècle avec les chattes qui se retrouvent dans le comic strip Garfield.

### Psychologie des personnages féminins
Dans les années 1920 apparaît un type de personnage dont il est possible de voir l'origine dans la figure de Cendrillon : une jeune femme doit lutter pour survivre dans un environnement hostile. Winnie Winkle de Martin Branner publiée dans le Chicago Tribune à partir de 1920 ouvre la voie à ce genre d'héroïne, bientôt rejointe par Tillie the Toiler de Russ Westover en 1921, Boots and Her Buddies d'Edgar Martin de 1924 à 1969 et surtout Little Orphan Annie de Harold Gray qui commence aussi à paraître en 1924. Ainsi, les femmes dans les comic strips ne sont pas toujours cantonnées à un rôle secondaire, qu'il s'agisse de l'éternelle fiancée ou de la femme fatale ; elles peuvent aussi se montrer indépendantes et pleines de ressources. Ce type n'est pas limité aux années 1920 et dans les années 1950 apparaît Juliette de mon cœur (The Heart of Juliet Jones) de Stan Drake (dessin) et Elliot Caplin (scénario), et dont l'héroïne est une jeune trentenaire qui parvient à s'imposer dans le monde dominé par les hommes.

## Différences liées à l'âge
La représentation de la femme n'est pas uniforme et des variations existent liées à l'âge. Ainsi, les enfants sont le plus souvent des filles agréables, loin des stéréotypes négatifs attachés aux femmes. Les femmes âgées sont aussi mieux traitées, qu'elles soient la douceur incarnée comme Mamette, ou des femmes au caractère bien trempé comme Carmen Cru. Dans les deux cas, ces héroïnes ne sont pas susceptibles d'être des sujets de séduction puisque leur corps n'est pas érotisé et elles échappent au discours misogyne.

## Typologie des rôles classiques
La femme, classiquement, est cantonnée à quelques rôles qui se résument à deux catégories. La première est celle de la femme « ordinaire » à l'instar de la femme au foyer ou la secrétaire. La seconde est celle de la « créature de rêve », éternelle fiancée ou femme fatale.

## Créations féminines

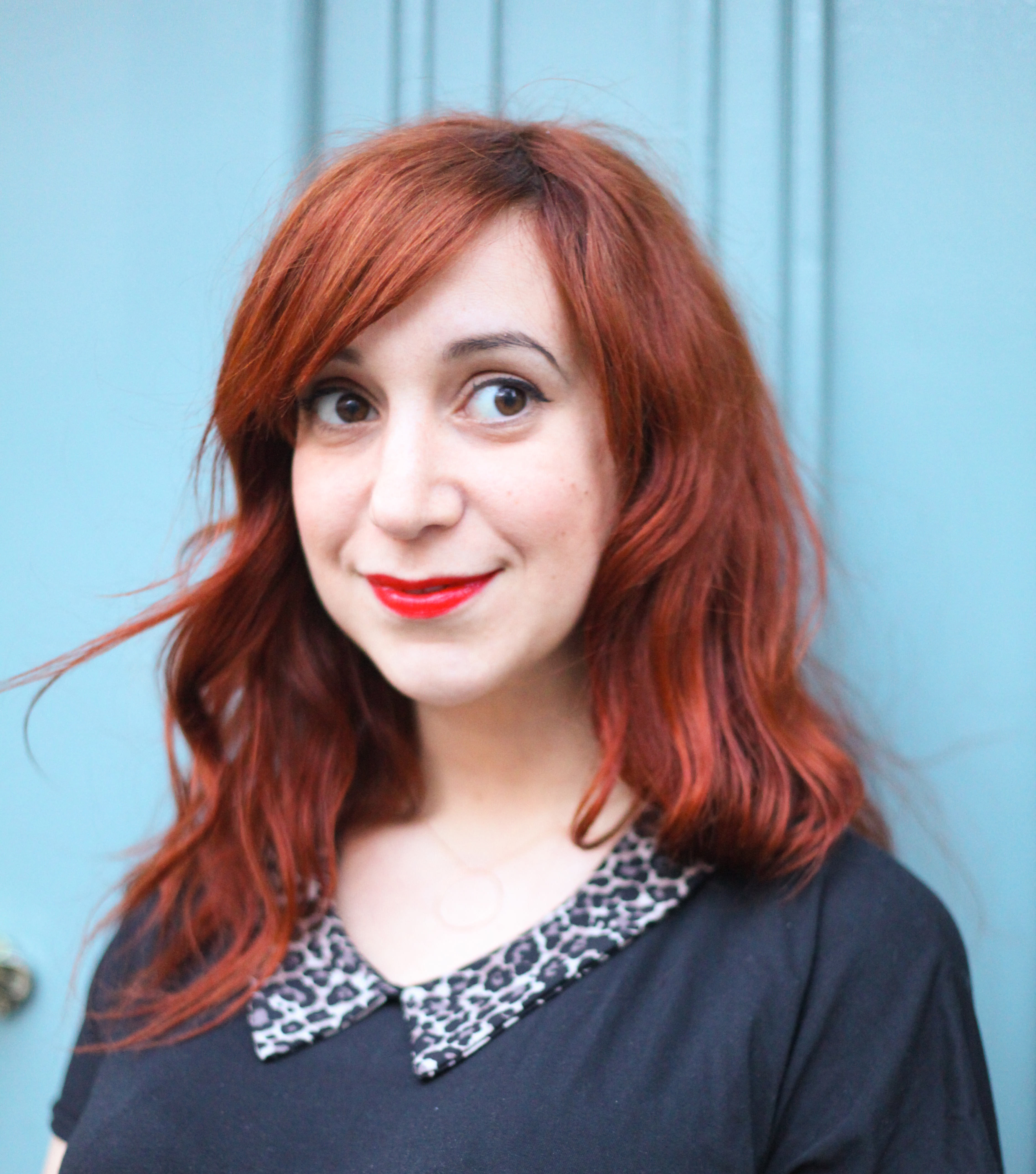
Pénélope Bagieu en 2015.

Peu à peu, des femmes se mettent à créer des bandes dessinées, art encore majoritairement masculin en France. En 1985 on ne comptait qu'une dessinatrice féminine pour vingt-cinq dessinateurs masculins, la proportion a bondi trente ans plus tard à environ 12 % d'auteures même si la parité est loin d'être atteinte.
Cependant, la création de bande dessinée par des femmes ne signifie pas que toutes les œuvres qu'elles produisent s'opposent aux modèles sexistes. Une partie importante de la création féminine est à rapprocher de la littérature girly. Cela signifie que les héroïnes restent enfermées dans des représentations classiques ; elles se soucient surtout de plaire aux hommes, s'intéressent aux vêtements et aux conseils de beauté et ce qu'elles soient adolescentes comme Les Nombrils de Delaf et Maryse Dubuc ou adultes comme Joséphine de Pénélope Bagieu. D'après l'auteure Virginie Augustin, vice-présidente du groupement des auteurs de bande dessinée, les femmes qui créent de telles œuvres veulent décrire leur quotidien et de ce fait elles proposent d'autres clichés que ceux des auteurs masculins. Ce ne sont plus des femmes fatales ou des mères laissées dans l'ombre mais des jeunes femmes actives « accros au shopping ». On peut cependant noter l'émergence de bandes dessinées féministes, comme Culottées de Pénélope Bagieu et Le Féminisme d'Anne-Charlotte Husson et Thomas Mathieu ou des ouvrages dont le personnage principal est féminin sans que cela soit un thème majeur, comme Carnets de thèse de Tiphaine Rivière.